# Henry Oppenheim
Henry Oppenheim, eigentlich Henri Maurice William Oppenheim (* 1835 in Frankfurt am Main; † 4. Mai 1912 in London), war ein Bankier aus Deutschland.

## Leben
Henry Oppenheim war ein Sohn des Bankiers Simon Oppenheim und seiner Ehefrau Henriette, geb. Obermayer. Seine Geschwister sind Eduard von Oppenheim, Albert von Oppenheim und Emma von Oppenheim.
1855 verbrachte er einen Winter bei seinem Onkel auf der Krim. Am 16. April 1868 heiratete er Isabella Geogina Butler, mit der er vier Söhne und eine Tochter bekam.

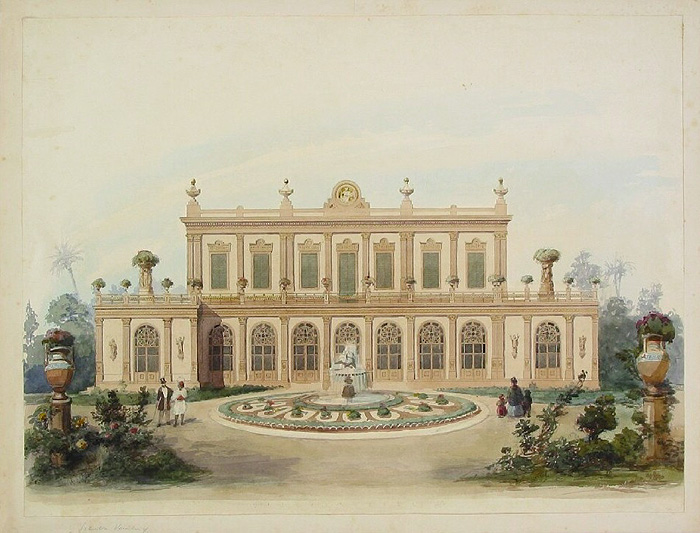
Ägyptische Villa, möglicherweise Villa Oppenheim. Zeichnung von Diebitsch

Henry Oppenheim vertrat das Pariser Bankhaus Oppenheim, Alberti, Pinto et Cie. in Ägypten. Er lebte zunächst in Alexandria, später in Kairo. Dort besaß er zeitweise die Villa Oppenheim an der Schubrah-Allee, die in den Jahren 1862 bis 1864 von Carl von Diebitsch um- und ausgebaut wurde. Oppenheim, jüdischer Abstammung, aber zum Christentum konvertiert, bezog die Villa schließlich nicht selbst. Stattdessen wurde der Harem des Halim Basa darin untergebracht. Laut Wilhelm Gentz hatten die orientalischen Damen aber Vorbehalte dagegen, in einem Haus zu wohnen, das in christlichen Händen gewesen war.
Zusammen mit Frederick Greenwood von der Pall Mall Gazette organisierte Oppenheim 1875 den Kauf der 176.602 Aktien des Suezkanals, die sich in ägyptischem Staatsbesitz befanden, durch die englische Regierung. Schon 1873 hatte Disraeli sich deshalb an Lionel de Rothschild gewandt, woraufhin Nathan Mayer Rothschild zu Lesseps nach Paris geschickt worden war, um ein Kaufangebot zu unterbreiten. Ob Oppenheim später unabhängig von den Rothschilds handelte oder nicht, wird in verschiedenen Quellen unterschiedlich dargestellt. Neben den beiden Versionen, laut denen entweder das Bankhaus Rothschild oder Oppenheim die Initiative beim Kauf der Aktien ergriff, gibt es noch die Theorie, dass Ernest Cassel seine Finger im Spiel hatte.
Wolfgang Schuller beschreibt die Vorgänge wie folgt: Ägypten war in den 1870er Jahren bereits hoch verschuldet und erklärte am 7. Oktober 1875, dass es seinen Schuldendienst nicht vertragsgemäß leisten könne. Vom Crédit Foncier kam der Vorschlag einer letzten Anleihe; als Sicherheit sollten die Suez-Kanal-Aktien dienen. Doch der Khedive Ismail Pascha wollte diese Aktien lieber gleich selbst beleihen bzw. verkaufen, was er bereits 1870 vergeblich versucht hatte. Zunächst wurde Edouard Dervieu mit dem Verkauf der Aktien beauftragt. Er wandte sich an diverse französische Banken, die aber alle ablehnten. Oppenheim, zu diesem Zeitpunkt schon in London beheimatet, erfuhr von Dervieus Bemühungen und beschloss, sich für einen Ankauf durch die britische Regierung einzusetzen. Er nahm Kontakt mit dem Börsenjournalisten Greenwood auf, der seinerseits Verbindungen zur konservativen Regierung Disraeli hatte. Am 14. November 1875 sprach sich Oppenheim mit Greenwood bezüglich einer Hausse-Spekulation ab; tags darauf suchte Greenwood das Gespräch mit Lord Derby im Foreign Office, der wiederum Disraeli informierte. Noch am selben Tag wurde an den britischen Generalkonsul in Ägypten depeschiert und zehn Tage später wurde der Kauf abgeschlossen, ohne dass die Bank von England oder das Parlament darüber informiert worden wären. Derby war zunächst wenig begeistert von dem Vorhaben gewesen, weil er Schwierigkeiten mit der Türkei und mit Frankreich voraussah, Disraeli hingegen hatte sofort zugestimmt.
Am 26. November 1875 wurde der Handel öffentlich bekannt gemacht. Was zahlreiche Baissiers verloren hatten, konnten nun einige wenige rechtzeitig Eingeweihte als Gewinn unter sich verteilen. William Gladstone zeigte sich empört über Disraelis Vorgehen.
Greenwood stellte die Vorgänge später so dar, als habe er an der Transaktion nichts verdient: „The whole thing happened be tween two Sundays. On the first Greenwood dined at Bruton street; on the second, calling on Lord Derby, he learned that the transaction had been successfully carried through, and was invited to say what form his personal recompense should take. He declined to specify a request, protesting that he had done nothing but his duty [...] In later years his friends heard him speak with natural bitterness of his generous avowal being taken literally“ heißt es in einem Zeitungsbericht aus dem Jahr 1912.
In seinen späteren Jahren lebte Oppenheim in London. Dort gehörte er neben Ernest Cassel zu den Initiatoren des Baus der Untergrundbahn. Cassel, Oppenheim und ihr Partner Darius Ogden Mills erhielten am 5. August 1891 die parlamentarische Genehmigung, eine U-Bahn-Linie von Shepherd's Bush zur Bank zu führen. Im Jahr darauf wurde ihnen auch die Zustimmung zur Verlängerung der Linie bis Liverpool Street erteilt. Ab 1896 wurde die Bahn gebaut. Am 27. Juni 1900 wurde die Central London Railway eröffnet. Von Anfang an war die Bahn mit elektrischem Antrieb versehen.
Oppenheim starb in seinem Wohnsitz in der Bruton Street in Mayfair.